# Columban Reble
Columban Reble OSB (* 1664; † 1738 in Bonndorf) war ein Benediktinermönch des Klosters St. Blasien im Schwarzwald sowie maßgeblicher Verfasser und Herausgeber der Klosterchronik Liber originum monasterii Sancti Blasii („Buch über die Anfänge des Klosters Sankt Blasien“).

## Leben
Columban Reble wurde nach Bader 1664 geboren. Reble trat in jungen Jahren in das Kloster St. Blasien ein und ist seit 1696 in wechselnden Positionen im Kloster und dessen peripheren Amtshäusern nachweisbar. 1697 und erneut 1713 war er Prior des Klosters in St. Blasien. Von 1705 bis 1713 und von 1718 bis 1721 verwaltete er als Propst das blasianische Schloßgut in Gurtweil. 1721 bis 1732 hatte er das Amt des Oberpflegers (Sankt-Blasianischer Beauftragter für das Bonndorfer Paulinerkloster) in Bonndorf inne, das unter der Herrschaft der Fürstäbte von St. Blasien stand. 1726 beaufsichtigte er in dieser Funktion Franz Joseph Spieglers Arbeit am Bonndorfer Altarbild (heute in der katholischen Kirche von Herdwangen), deren Wert er etwa auf ein Drittel der Forderungen Spieglers einschätzte. Columban Reble verstarb 1738 in Bonndorf.
Columban Reble ließ 1716 bei Johann Baptist Waltpart in Waldshut eine von Abt Caspar Molitoris begonnene und von ihm bearbeitete Geschichte des Klosters St. Blasien drucken, den Liber originum monasterii Sancti Blasii. Das aufgrund klosterinterner Diskussionen nicht fertiggestellte, in geringer Auflage gedruckte Werk ist heute u. a. in den Universitätsbibliotheken Freiburg und Heidelberg erhalten und für die Regionalgeschichte des Südschwarzwalds von großer Bedeutung.
Der Buchdrucker Waltpart siedelte 1726, anzunehmenderweise durch Reble gefördert, ebenfalls nach Bonndorf über, wo er 1728 sein letztes bekanntes Buch, die Historia Almae et Archi-Episcopalis Universitatis Saliburgensis sub Cura PP. Benedictorum des Benediktinerpaters Roman Endel druckte.

## Schriften
- Liber Originum Monasterij Sancti Blasij In Silva Hercynia. Das ist: Ein alt-geschribenes Buch vom Ursprung deß Gotts-Hauses St. Blasien auff dem Schwartzwald (...). Waltpart, Waldshut 1716 (Volldigitalisat der UB Freiburg)